# Ел Рио (Калифорнија)
Ел Рио (енгл. El Rio) насељено је место без административног статуса у америчкој савезној држави Калифорнија.

## Демографија
По попису из 2010. године број становника је 7.198, што је 1.005 (16,2%) становника више него 2000. године.
| Група             | 2000.         | 2010.         |
| Белци             | 1.149 (18,6%) | 816 (11,3%)   |
| Афроамериканци    | 78 (1,3%)     | 58 (0,8%)     |
| Азијати           | 86 (1,4%)     | 73 (1,0%)     |
| Хиспаноамериканци | 4.791 (77,4%) | 6.188 (86,0%) |
| Укупно            | 6.193         | 7.198         |